# 王承祧
王承祧（10世纪—926年），中國五代十国时前蜀皇子，后主王衍的长子，王承祀的哥哥。
史书没有记载王承祧的生年和爵位。祖父前蜀高祖王建在918年去世，父亲王衍即位，年仅十八岁。925年，后唐庄宗李存勖派李继岌、郭崇韬率军灭前蜀。伶人景进向庄宗进言说王衍应当翦除，庄宗便杀害了王衍及其亲族，王承祧与父亲后主王衍一起死在秦川驿。葬于长安县三赵村。